# Banchus volutatorius
Banchus volutatorius är en stekelart som först beskrevs av Carl von Linné 1758.  Banchus volutatorius ingår i släktet Banchus och familjen brokparasitsteklar. Arten är reproducerande i Sverige. Inga underarter finns listade.

## Bildgalleri

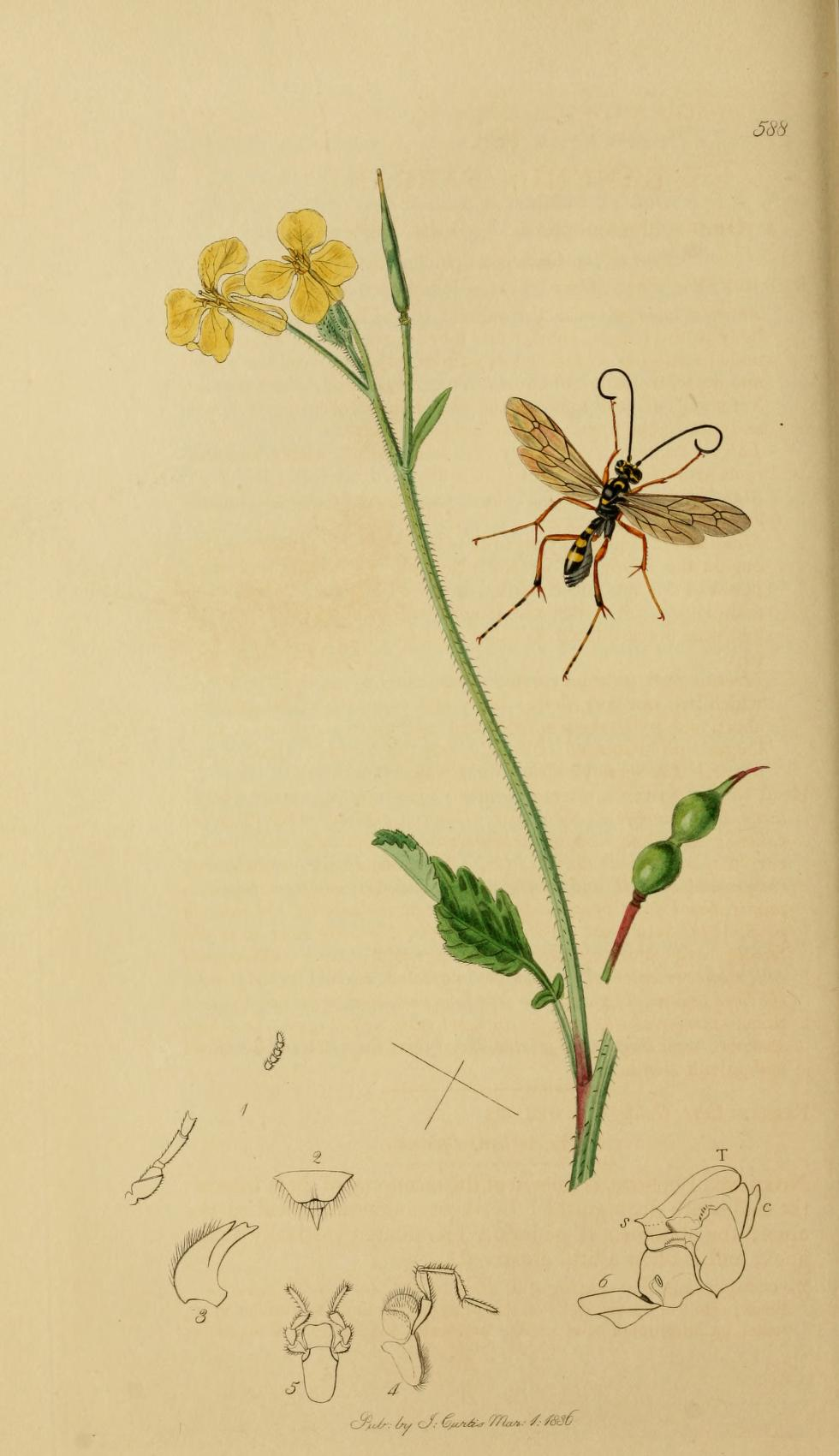